# Dagestan
Cộng hoà Dagestan (tiếng Nga: Респу́блика Дагеста́н; cũng được đánh vần là Đa-ghét-xtan) là một thực thể liên bang—cộng hoà—của Liên bang Nga, nằm ở vùng Bắc Kavkaz. Dagestan có sự đa dạng sắc tộc rất lớn, với hàng chục nhóm sắc tộc và phụ nhóm, đa số họ nói một trong các thứ tiếng thuộc nhóm Kavkaz, Turk, hay các ngôn ngữ Iran. Các nhóm sắc tộc lớn nhất là Avar, Dargin, Kumyk, và Lezgi.
Tuy người Nga chỉ chiếm một tỷ lệ nhỏ (4,7%) dân số, tiếng Nga vẫn là ngôn ngữ chính thức hàng đầu. Chính quyền Nga đã phải đối mặt với tình trạng bất ổn Hồi giáo ở Dagestan, những phong trào dành độc lập, những căng thẳng sắc tộc và chủ nghĩa khủng bố ở mức độ thấp từ thập niên 1990. Theo Nhóm Khủng hoảng Quốc tế, tổ chức vũ trang Hồi giáo Shariat Jamaat chịu trách nhiệm về hầu hết vụ việc.

## Thuật ngữ
Tên nước cộng hòa này được La tinh hoá trực tiếp thành Respublika Dagestan. Đây là nước cộng hòa thuộc Nga lớn nhất tại vùng Bắc Kavkaz, cả về diện tích và dân số.
Từ Daghestan hay Daghistan có nghĩa "đất nước của những ngọn núi", nó xuất phát từ từ dağ trong tiếng Turk có nghĩa núi và hậu tố Ba Tư -stan có nghĩa "vùng đất của". Cái tên này được viết theo bảng chữ cái Ả Rập là داغستان. Đánh vần thành Dagestan là một cách chuyển tự của cái tên tiếng Nga và có nguồn gốc khá hiện đại.

## Địa lý
Nước cộng hòa nằm ở những dãy núi miền Bắc Kavkaz. Nó nằm ở phần xa nhất phía nam nước Nga.
- Diện tích: 50.300 km²
- Các biên giới:
  - nội địa: Cộng hoà Kalmykia (Bắc), Cộng hòa Chechen (Tây), và Stavropol Krai (Tây Bắc)
  - quốc tế: Azerbaijan (Nam, giáp các vùng Guba-Khachmaz và Shaki-Zaqatala), Gruzia (Tây Nam, giáp vùng Kakheti)
  - nước: Biển Caspi (Đông)
- Điểm cao nhất: Núi Bazardyuzi (4.466 m)
- Khoảng cách xa nhất trục Bắc-Nam: 400 ki-lô-mét (249 mi)
- Khoảng cách xa nhất trục Đông-Tây: 200 ki-lô-mét (124 mi)

### Múi giờ
Dagestan thuộc Múi giờ Moskva (MSK/MSD). So với UTC là +0300 (MSK)/+0400 (MSD).

### Các con sông

Bản đồ Dagestan

Có hơn 1.800 con sông trong nước cộng hòa này. Các con sông chính gồm:
- Sông Sulak
- Sông Samur
- Sông Terek

### Hồ
Dagestan có khoảng 400 ki-lô-mét (249 mi) bờ biển trên Biển Caspian.

### Núi
Đa số lãnh thổ nước cộng hòa này là núi non, Dãy Đại Kavkaz nằm ở phía nam. Điểm cao nhất là đỉnh Bazardyuzi 4.466 m.

### Tài nguyên thiên nhiên
Dagestan có nhiều dầu, khí tự nhiên, than đá, và nhiều tài nguyên khác.

### Khí hậu
Khí hậu nóng và khô vào mùa hè nhưng mùa đông khắc nghiệt tại các vùng núi.
- Nhiệt độ trung bình tháng 1: +2 °C (35,6 °F)
- Nhiệt độ trung bình tháng 7: +30 °C (86 °F)
- Lượng mưa trung bình hàng năm: 200 (đồng bằng phía bắc) tới 800 mm (ở vùng núi).

## Nhân khẩu

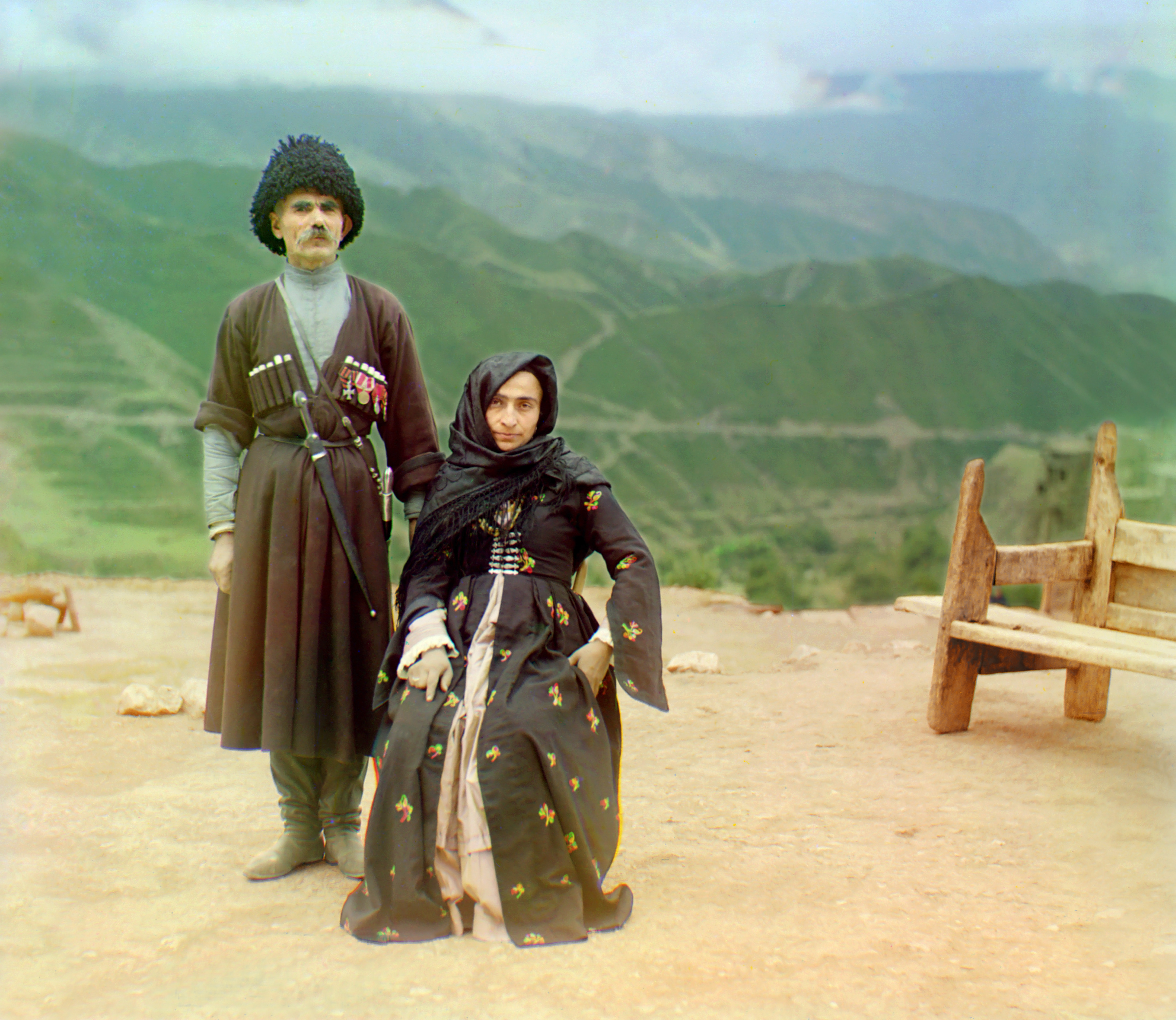
Một cặp vợ chồng trong trang phục truyền thống đang chụp ảnh chân dung tại Dagestan. Ảnh của Sergei Prokudin-Gorsky, khoảng 1907 tới 1915.

Các nhóm Ngôn ngữ-Sắc tộc tại vùng Kavkaz

Bởi địa hình núi non hạn chế việc di chuyển và thông tin, Dagestan có sự khác biệt rất lớn về sắc tộc, và các nhóm sắc tộc thường vẫn còn ở tình trạng bộ lạc. Không giống như hầu hết các vùng khác của Nga, dân số Dagestan tăng trưởng nhanh chóng.
- Dân số: 2.576.531 (2002)
  - Thành thị: 1.102.577 (42,8%)
  - Nông thôn: 1.473.954 (57,2%)
  - Nam: 1.242.437 (48,2%)
  - Nữ: 1.334.094 (51,8%)
- Số nữ trên 1000 nam: 1.074
- Độ tuổi trung bình: 25.2
  - Thành thị: 25.1
  - Nông thôn: 25.2
  - Nam: 24.0
  - Nữ: 26.3
- Số hộ gia đình: 570.036 (với 2.559.499 người)
  - Thành thị: 239.338 (với 1.088.814 người)
  - Nông thôn: 330.698 (với 1.470.685 người)
- Thống kê sinh tử (2005)
  - Sinh: 40.814 (tỷ lệ sinh 15.5)
  - Tử: 15.585 (tỷ lệ tử 5.9)

Tỷ lệ sinh là 15.2 trong nửa đầu năm 2007. 

### Các nhóm sắc tộc
Dagestan có rất nhiều nhóm sắc tộc. Theo cuộc Điều tra dân số năm 2002, người Đông Bắc Kavkaz (gồm Avar, Dargin và Lezgi) chiếm tới 77% dân số Dagestan. Người Turkic, Kumyks, Nogai và Azeri chiếm 19%, và người Nga 5%. Các nhóm sắc tộc khác mỗi nhóm chưa chiếm tới 0,5% tổng dân số.
Cũng cần lưu ý rằng các nhóm sắc tộc như Botlikh, Andi, người Akhvakh, Tsez và khoảng mười nhóm khác đã được xếp hạng lại là người Avar tại những cuộc điều tra dân số trong khoảng thời gian từ năm 1926 tới năm 1939.
|                 | Điều tra dân số năm 1926 | Điều tra dân số năm 1939 | Điều tra dân số năm 1959 | Điều tra dân số năm 1970 | Điều tra dân số năm 1979 | Điều tra dân số năm 1989 | Điều tra dân số năm 2002 |
| --------------- | ------------------------ | ------------------------ | ------------------------ | ------------------------ | ------------------------ | ------------------------ | ------------------------ |
| Người Avar      | 177.189 (22,5%)          | 230.488 (24,8%)          | 239.373 (22,5%)          | 349.304 (24,5%)          | 418.634 (25,7%)          | 496.077 (27,5%)          | 758.438 (29,4%)          |
| Người Dargin    | 125.707 (16,0%)          | 150.421 (16,2%)          | 148.194 (13,9%)          | 207.776 (14,5%)          | 246.854 (15,2%)          | 280.431 (15,6%)          | 425.526 (16,5%)          |
| Người Lezgi     | 90.509 (11,5%)           | 96.723 (10,4%)           | 108.615 (10,2%)          | 162.721 (11,4%)          | 188.804 (11,6%)          | 204.370 (11,3%)          | 336.698 (13,1%)          |
| Người Lak       | 39.878 (5,1%)            | 51.671 (5,6%)            | 53.451 (5,0%)            | 72.240 (5,1%)            | 83.457 (5,1%)            | 91.682 (5,1%)            | 139.732 (5,4%)           |
| Người Tabasaran | 31.915 (4,0%)            | 33.432 (3,6%)            | 33.548 (3,2%)            | 53.253 (3,7%)            | 71.722 (4,4%)            | 78.196 (4,6%)            | 110.152 (4,3%)           |
| Người Rutul     | 10.333 (1,3%)            | 20.408 (2,2%)            | 6.566 (0,6%)             | 11.799 (0,8%)            | 14.288 (0,9%)            | 14.955 (0,8%)            | 24.298 (0,9%)            |
| Người Agul      | 7.653 (1,0%)             | 20.408 (2,2%)            | 6.378 (0,6%)             | 8.644 (0,6%)             | 11.459 (0,7%)            | 13.791 (0,8%)            | 23.314 (0,9%)            |
| Người Tsakhur   | 3.531 (0,4%)             | 20.408 (2,2%)            | 4.278 (0,4%)             | 4.309 (0,3%)             | 4.560 (0,3%)             | 5.194 (0,3%)             | 8.168 (0,3%)             |
| Người Kumyk     | 87.960 (11,2%)           | 100.053 (10,8%)          | 120.859 (11,4%)          | 169.019 (11,8%)          | 202.297 (12,4%)          | 231.805 (12,9%)          | 365.804 (14,2%)          |
| Người Nogai     | 26.086 (3,3%)            | 4.677 (0,5%)             | 14.939 (1,4%)            | 21.750 (1,5%)            | 24.977 (1,5%)            | 28.294 (1,6%)            | 38.168 (1,5%)            |
| Người Nga       | 98.197 (12,5%)           | 132.952 (14,3%)          | 213.754 (20,1%)          | 209.570 (14,7%)          | 189.474 (11,6%)          | 165.940 (9,2%)           | 120.875 (4,7%)           |
| Người Azeri     | 23.428 (3,0%)            | 31.141 (3,3%)            | 38.224 (3,6%)            | 54.403 (3,8%)            | 64.514 (4,0%)            | 75.463 (4,2%)            | 101.656 (4,3%)           |
| Người Chechen   | 21.851 (2,8%)            | 26.419 (2,8%)            | 12.798 (1,2%)            | 39.965 (2,8%)            | 49.227 (3,0%)            | 57.877 (3,2%)            | 87.867 (3,4%)            |
| Khác            | 43.861 (5,6%)            | 52.031 (5,6%)            | 61.495 (5,8%)            | 63.787 (4,5%)            | 57.892 (3,6%)            | 58.113 (3,2%)            | 25.835 (1,0%)            |

Cũng có khoảng bốn mươi nhóm thiểu số khác như Hinukh, số lượng 200, hay Akhwakh, là các thành viên của một nhóm dân cư Kavkaz bản xứ phức tạp. Các nhóm đáng chú ý cũng bao gồm Hunzib hay người Khunzal sống tại bốn thị trấn trong nội địa.
Ngôn ngữ chung tại Dagestan là tiếng Nga. Hơn ba mươi ngôn ngữ địa phương khác cũng thường được sử dụng.

## Lịch sử

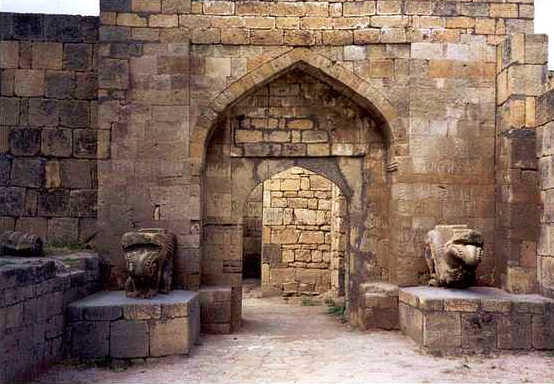
Trong thị trấn cổ Derbent, một Địa điểm di sản thế giới.

Những ghi chép cổ nhất về vùng này có nhắc tới một nhà nước của người Albania Kavkaz ở phía nam, với thủ đô tại Derbent và các trung tâm quan trọng khác tại Chola, Toprakh Qala, và Urtseki. Các vùng phía bắc ở trong một lien minh các bộ tộc ngoại giáo. Trong những thế kỷ đầu tiên AD, người Albania Caucasia tiếp tục cai quản ở nơi ngày nay là Azerbaijan và vùng ngày nay là nơi sinh sống của người Lezghian. Ở thời cổ họ đã nhiều lần bị Roma và người Sassanids Ba Tư chiếm đóng và đã dễ dàng chuyển đạo theo Thiên chúa giáo.
Ở thế kỷ thứ 5 SCN, người Sassanids giành được ưu thế và xây dựng một thành trì mạnh tại Derbent, từ đó được gọi là Các Cổng Caspian, trong khi phần phía bắc Dagestan bị người Huns xâm chiếm, tiếp đó là người Avar Kavkaz. Vẫn chưa biết rõ người Avar Kavkaz có phải là nguyên nhân dẫn tới sự trỗi dậy của vương quốc Thiên chúa giáo tại các cao nguyên trung tâm Dagestan. Được gọi là Sarir, nhà nước Avar này duy trì một sự tồn tại mong manh dưới bóng của Khazaria và Caliphate cho tới tận thế kỷ thứ 9, khi họ tìm cách chiếm lại quyền tối thượng trong vùng.
Năm 664, người Ba Tư tại Derbent được thay thế bởi người Ả Rập đang xung đột với người Khazars giành quyền kiểm soát Dagestan. Dù dân địa phương đã nổi dậy chống lại người Ả Rập tại Derbent năm 905 và 913, Hồi giáo cuối cùng đã được chấp nhận tại các trung tâm thành thị, như tại Samandar và Kubachi (Zerechgeran), từ đây nó từ từ và chắc chắn xâm nhập vào các cao nguyên. Tới thế kỷ 15, người Albania theo Thiên chúa giáo đã mất đi, để lại một nhà thờ thế kỷ thứ 10 tại Datuna là công trình kỷ niệm duy nhất còn lại về sự tồn tại của họ.
Vì áp lực của Hồi giáo và sự không thống nhất từ bên trong, Sarir đã tan rã vào đầu thế kỷ thứ 12, mở đường cho Khanate của Avaristan, một nhà nước Hồi giáo có thời gian tồn tại dài lâu dựa trên liên minh với Golden Horde và đã đương đầu với những cuộc xâm lược của Mông Cổ năm 1222 và 1239, cũng như cuộc tấn công của Tamerlane năm 1389.
Khi quyền lực của Mông Cổ dần suy mòn, các trung tâm quyền lực mới xuất hiện tại Kaitagi và Tarki. Ở thế kỷ thứ 16 và 17, các truyền thống pháp luật đã được hệ thống hoá, các cộng đồng vùng núi (djamaats) đã có được một mức độ tự trị khá lớn, trong khi những kẻ thống trị Kumyk (shamhals) yêu cầu sự bảo hộ của Nga hoàng. Người Nga tăng cường sự hiện diện trong vùng ở thế kỷ 18, khi Peter Đại Đế sáp nhập vùng ven biển Dagestan trong quá trình của cuộc Chiến tranh Nga-Ba Tư lần thứ nhất. Dù các lãnh thổ này được trao trả lại cho Ba Tư năm 1735, cuộc đọ sức tiếp sau đó đã dẫn tới việc người Nga chiếm Derbent năm 1796.
Thế kỷ 18 cũng chứng kiến sự tái trỗi dậy của Vương quốc Hồi giáo Avaristan, họ tìm cách đẩy lùi các cuộc tấn công của Nadir Shah từ Ba Tư và áp đặt quyền bá chủ lên Shirvan và Gruzia. Năm 1803 vương quốc Hồi giáo tình nguyện quy phục nước Nga, nhưng phải mất một thập kỷ Ba Tư mới công nhận tất cả Dagestan thuộc sở hữu của Nga (Hiệp ước Gulistan).

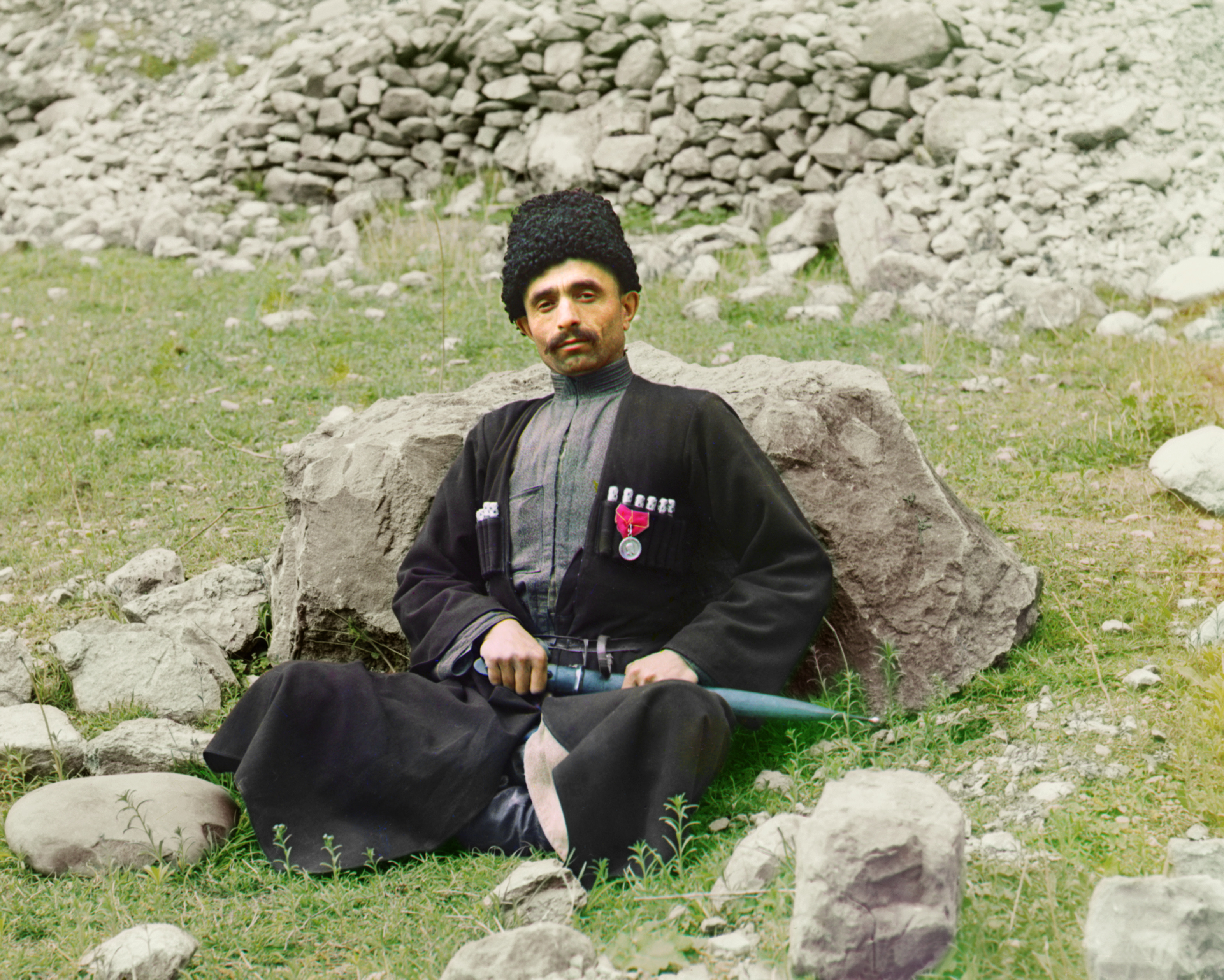
Người đàn ông Dagestan, ảnh của Prokudin-Gorskii, khoảng 1907 tới 1915.

Tuy nhiên, chính quyền Nga đã làm những người dân vùng cao nguyên tất vọng và bực tức. Thuế má nặng cộng với sự chiếm đoạt tài sản cũng như việc xây dựng các pháo đài (gồm cả Makhachkala), đã khiến người dân ở đây nổi dậy dưới sự che chở của Thầy tế Hồi giáo Dagestan, do Ghazi Mohammed (1828-32), Gamzat-bek (1832-34) và Shamil (1834-59) lãnh đạo. Cuộc Chiến tranh Kavkaz kéo dài tới tận năm 1864, khi Shamil bị bắt và vương quốc Hồi giáo Avaristan bị xóa bỏ.
Lợi dụng cuộc Chiến tranh Nga-Thổ, 1877-1878, Dagestan và Chechnya nổi dậy lần nữa chống lại Đế quốc Nga lần cuối cùng. Trong cuộc Nội chiến Nga, vùng này trở thành một phần của nước Cộng hòa của những người miền núi Bắc Kavkaz. Sau hơn ba năm chiến đấu với quân Bạch vệ và những người địa phương theo chủ nghĩa quốc gia, nước Cộng hòa Xô viết Xã hội chủ nghĩa Tự trị Dagestan được tuyên bố thành lập ngày 20 tháng 1 năm 1921. Tuy nhiên, công cuộc công nghiệp hoá của Stalin đã không mang lại lợi ích cho Dagestan và nền kinh tế nước này rơi vào tình trạng trì trệ, trở thành nước cộng hòa nghèo nhất tại Nga.
Năm 1999, một nhóm Hồi giáo chính thống từ Chechnya dưới sự lãnh đạo của Shamil Basayev, cùng với những kẻ cải đạo địa phương và những kẻ lưu vong sau nỗ lực nổi dậy năm 1998, tổ chức một cuộc nổi loạn bất thành tại Dagestan khiến hàng trăm chiến binh và dân thường thiệt mạng. Các lực lượng Nga sau đó đã tái chiếm Chechnya vào cuối năm đó.

## Xung đột tại Dagestan
Từ năm 2000, Dagestan đã trở thành địa điểm của một cuộc chiến tranh du kích mức độ thấp, với nguyên nhân từ Chechnya; cuộc chiến đã gây ra cái chết của hàng trăm nhân viên và quan chức liên bang – chủ yếu là thành viên của các lực lượng cảnh sát địa phương – cũng như nhiều thường dân và quân nổi dậy Dagestan.
Gần đây, trong số các vụ việc gồm:
- Đầu năm 2005, các lực lượng chính phủ đã bao vây một nhóm năm tên phiến loạn trong một ngôi nhà hai tầng ngoại ô Makhachkala. Quân nổi dậy đã chiến đấu chống lại chính quyền trong mười bảy giờ, giết hại một lính commado tinh nhuệ thuộc Nhóm Alpha Nga và làm bị thương những người khác, cho tới khi các xe thiết giáp và một máy bay trực thăng phá hủy hầu như toàn bộ ngôi nhà và khu vực xung quanh. Tất cả quân phiến loạn đều bị giết.
- Trong những tuần trước trận chiến, quân nổi dậy đã làm trật bánh hai đoàn tàu, cướp bóc trạm cung cấp gas và bắn chết một sĩ quan tình báo cao cấp từ Moskva, cũng như một lãnh đạo cảnh sát địa phương. Một tháng sau, Thiếu tướng Magomed Omarov, thứ trưởng bộ nội vụ, đã bị ám sát tại Makhachkala.
- Ngày 1 tháng 7 năm 2005, 11 lính thuộc lực lượng MVD OSNAZ Nga đã bị giết và 7 người bị thương tại thủ đô khi đoàn xe của họ bị đánh bom.
- Ngày 20 tháng 8 năm 2005, một quả bom điều khiển từ xa đã giết hại ít nhất ba sĩ quan cảnh sát và làm bị thương nhiều người khác tại một con phố đông đúc ở Makhachkala. Quả bom phát nổ dưới gốc cây khi đoàn tuần tra đi qua.
- Tháng 1 năm 2006, một cuộc chiến ba ngày giữa ba nghìn quân Nga do Bộ trưởng Nội vụ chỉ huy và ước tính tám tên phiến loạn[cần dẫn nguồn] xảy ra tại một ngọn núi gần Avary. Ít nhất ba quân nhân OMON và Spetznaz thiệt mạng và hơn mười người bị thương. Dù bị pháo kích và ném bom nặng nề, quân phiến loạn vẫn thoát khỏi vòng vây.
- Ngày 22 tháng 3 năm 2006, một nhóm quân phiến loạn đã bắn chết dã mang lãnh đạo hành chính quận Botlikh của Dagestan trong một trận đấu súng kinh hoàng tại Makhachkala.
- Ngày 27 tháng 8 năm 2006, ba sĩ quan cảnh sát và bốn lính đã bị giết trong một cuộc đấu súng kéo dài hai giờ ở Makhachkala.

## Chính trị
Nghị viện của Dagestan là Quốc hội Nhân dân, gồm 121 đại biểu được bầu với nhiệm kỳ bốn năm. Quốc hội nhân dân là cơ quan hành pháp và lập pháp cao nhất của nước cộng hoà.
Theo hiến pháp Dagestan, cơ quan hành pháp cao nhất gắn liền với Hội đồng Nhà nước, gồm các đại biểu của mười bốn sắc tộc. Các thành viên của Hội đồng Nhà nước được chỉ định bởi Hội đồng hiến pháp Dagestan với nhiệm kỳ bốn năm. Hội đồng Nhà nước chỉ định các thành viên của Chính phủ.
Các sắc tộc đại diện trong Hội đồng Nhà nước gồm Agul, Avars, Azeris, Chechen, Dargin, Kumyk, Lak, Lezgi, Nga, Rutul, Tabasaran, Tat, và Tsakhurs.
Trước kia, Chủ tịch Hội đồng Nhà nước là chức vụ hành pháp cao nhất của nước cộng hoà, do Magomedali Magomedovich Magomedov đảm nhiệm tới năm 2006. Ngày 20 tháng 2 năm 2006, Quốc hội Nhân dân đã thông qua một nghị định chấm dứt chức vụ này và giải tán Hội đồng Nhà nước. Tổng thống Nga Vladimir Putin đã đề xuất ứng cử viên Mukhu Aliyev ra trước Quốc hội nhân dân cho chức Tổng thống mới của Dagestan. Việc chỉ định đã được Quốc hội nhân dân thông qua, và Mukhu Aliyev trở thành Tổng thống đầu tiên của Dagestan.
Hiến pháp Dagestan được thông qua ngày 26 tháng 7 năm 1994.

## Kinh tế
Ở thời điểm năm 2000, kinh tế Dagestan gồm những lĩnh vực sau:
- 24% công nghiệp
- 35% nông nghiệp
- 26% xây dựng
- 9% Thương mại và dịch vụ
- 5% Vận tải và thông tin
- 1% Các lĩnh vực khác

Các ngành công nghiệp quan trọng gồm chế biến thực phẩm, sản xuất điện, khoan dầu, máy xây dựng, hóa chất, và chế tạo thiết bị. Xuất khẩu chủ chốt của Dagestan gồm dầu mở và nhiên liệu. Các sản phẩm nông nghiệp nhập khẩu chính gồm cá từ Biển Caspia, rượu và rượu mạnh, và nhiều loại hoa quả khác.

## Văn hoá
Dagestan có câu chuyện nổi tiếng "Nhà thơ độc nhất của vương quốc Đa-ghét-xtan" thuộc thể loại truyện cổ nước Nga, được đưa vào giảng dạy trong chương trình Giáo dục tiểu học tại Việt Nam.

## Tôn giáo
Tôn giáo chính là đạo Hồi với 90,7% dân Dagestan là tín đồ Hồi giáo. Như với hầu hết vùng Kavkaz, người Dagestan theo Hồi giáo chủ yếu là tín đồ Sunni Sufi đã tồn tại ở nơi này trong hàng thế kỷ. Resul Magomedov, một nhà văn đương đại Daghestan, đã viết về vai trò thống nhất của Đạo Hồi: 
"Trước khi có Đạo Hồi, tất cả các bộ tộc Daghestan bị chia rẽ bởi ngôn ngữ, tôn giáo, cơ cấu sắc tộc và địa lý như tất cả các dân tộc vùng Kavkaz khác. Tình hình này gây ra nhiều sự thù địch và xung đột. Sau khi tất cả các bộ tộc đều theo Đạo Hồi, một sự thống nhất về đức tin đã khiến các bộ tộc bản xứ Daghestan gắn lại được với nhau và chấm dứt những xung đột giữa họ. Nếu những cuộc xung đột đó còn tiếp diễn, quê hương của chúng ta sẽ phải đối diện với những thảm họa to lớn. Sự thống nhất này chỉ có thể xảy ra nhờ những Medresseh đã thấm khắp quốc gia. Các nhà khoa học, học giả, thầy tế xuất hiện từ những medreseh này có một vai trò quan trọng trong việc chấm dứt những cuộc xung đột đó trong một khu vực đa quốc gia và họ giúp các bộ tộc thiết lập các mối quan hệ hữu hảo. Đạo Hồi ngày nay vẫn đang đảm nhiệm vai trò ấy."
Cộng đồng người Do Thái cũng đã có mặt ở đây từ hàng nghìn năm, người "Do Thái Núi," tại Dagestan. Họ đã tới đây từ Babylonia và Ba Tư từ thế kỷ thứ 7 trước Công Nguyên tới thế kỷ thứ 6 Công Nguyên 